# Decaspermum austrohainanicum
Decaspermum austrohainanicum är en myrtenväxtart som beskrevs av Ho Tseng Chang och Ru Huai Miao. Decaspermum austrohainanicum ingår i släktet Decaspermum och familjen myrtenväxter.
Artens utbredningsområde är Hainan (Kina). Inga underarter finns listade i Catalogue of Life.